# Phaistos

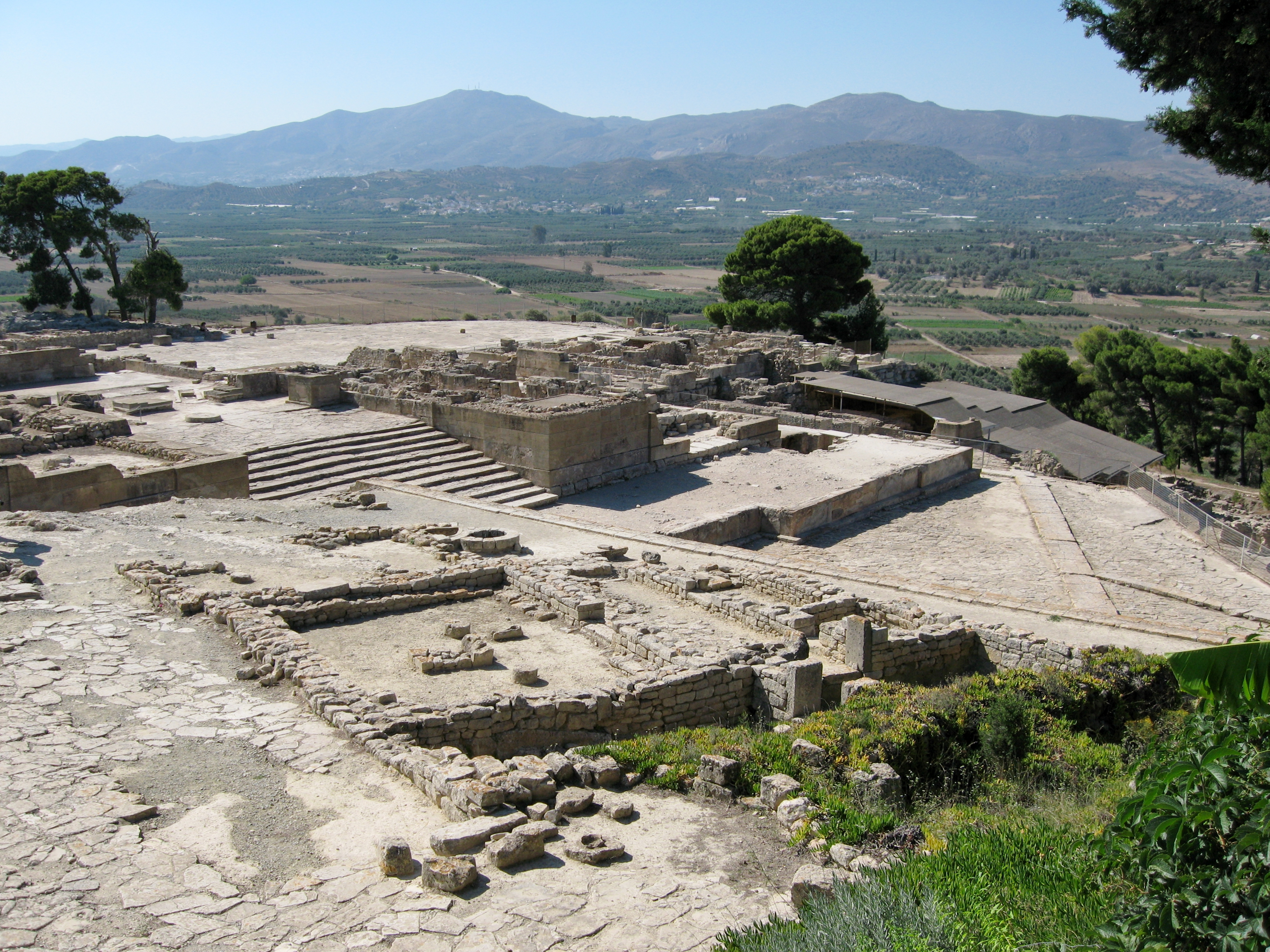
Phaistos (Festos)

Phaistos oder auch Phaestos (griechisch Φαιστός (f. sg.), Festos) ist der Name einer bronzezeitlichen minoischen Siedlung auf der griechischen Insel Kreta. Sie lag in der Nähe der Südküste des zentralen Teils der Insel, auf einem Höhenrücken über der fruchtbaren Messara-Ebene. Die in der heutigen Präfektur Iraklio gelegenen Ruinen des Palastes von Phaistos bildeten auf einer Fläche von 8.400 m² einst den zweitgrößten minoischen Palast Kretas nach Knossos. In der altägyptischen Ortsnamenliste im Tempel des Amenophis III. ist der Ort mit dem neuägyptischen Namen b3-y-š3-tj (=bajšata/bajstija) bezeugt, in mykenischem Griechisch der Linearschrift B wurde er 𐀞𐀂𐀵 pa-i-to genannt, auf Minoisch in der vorangegangenen Linearschrift A wohl 𐘂𐘚𐘄 pa-i-to.
In einer Entfernung von etwa zwei Kilometern nordwestlich von Phaistos bestand auf einem Nachbarhügel eine weitere, kleinere minoische Palastanlage. Diese wurde nach einer naheliegenden byzantinischen Kirche Agia Triada benannt, da der minoische Name nicht überliefert ist. Beide Paläste waren durch einen gepflasterten Pfad miteinander verbunden. Der antike Hafen der Siedlung, Kommos, befand sich etwa sechs Kilometer südwestlich des Palastes von Phaistos am Libyschen Meer, nördlich des heutigen Matala. Sowohl an den Palästen als auch den Hafenanlagen wurden seit dem Jahre 1900 teilweise Ausgrabungen durchgeführt. Die Ausgrabungsstätten können besichtigt werden, die Palastanlagen gegen Gebühr.

## Geschichte
Man nimmt an, dass die Messara-Ebene und der Höhenrücken Festos (auch Kastri genannt) schon in der späten Jungsteinzeit (Neolithikum) ab etwa 4000 v. Chr. besiedelt waren. Die ältesten historischen Fundstücke der Gegend stammen aus der frühminoischen Zeit um 3000 v. Chr. Der Sage nach wurde die Stadt Phaistos von König Minos gegründet und nach einem Sohn oder Enkel des Herakles (Heros Phaistos) benannt, der von Idomeneus, dem Enkel von Minos und späteren König von Kreta, getötet wurde. Erster Herrscher über Phaistos soll Rhadamanthys, der Bruder des Minos, gewesen sein. Nach dem altgriechischen Dichter Homer habe die Stadt unter König Idomeneus am Trojanischen Krieg teilgenommen. Teile der neolithischen und vorpalastzeitlichen Siedlung wurden in tieferen Schichten entdeckt, so eine Rundhütte aus der Jungsteinzeit unter dem Südabschnitt des Mittelhofes des Palastes von Phaistos. Um 3500 v. Chr. lag Phaistos an der Meeresbucht des Mires-Beckens, nach dessen Anlandungsprozess im Spätneolithikum bis um 3200 v. Chr. noch unmittelbar südöstlich der Küste des Timbaki-Beckens, in das an dieser Stelle der Geropotamos ins Meer mündete. Bis 2100 v. Chr. hatte sich die Bucht bis auf die Höhe von Agia Triada mit Schwemmsand aufgefüllt.

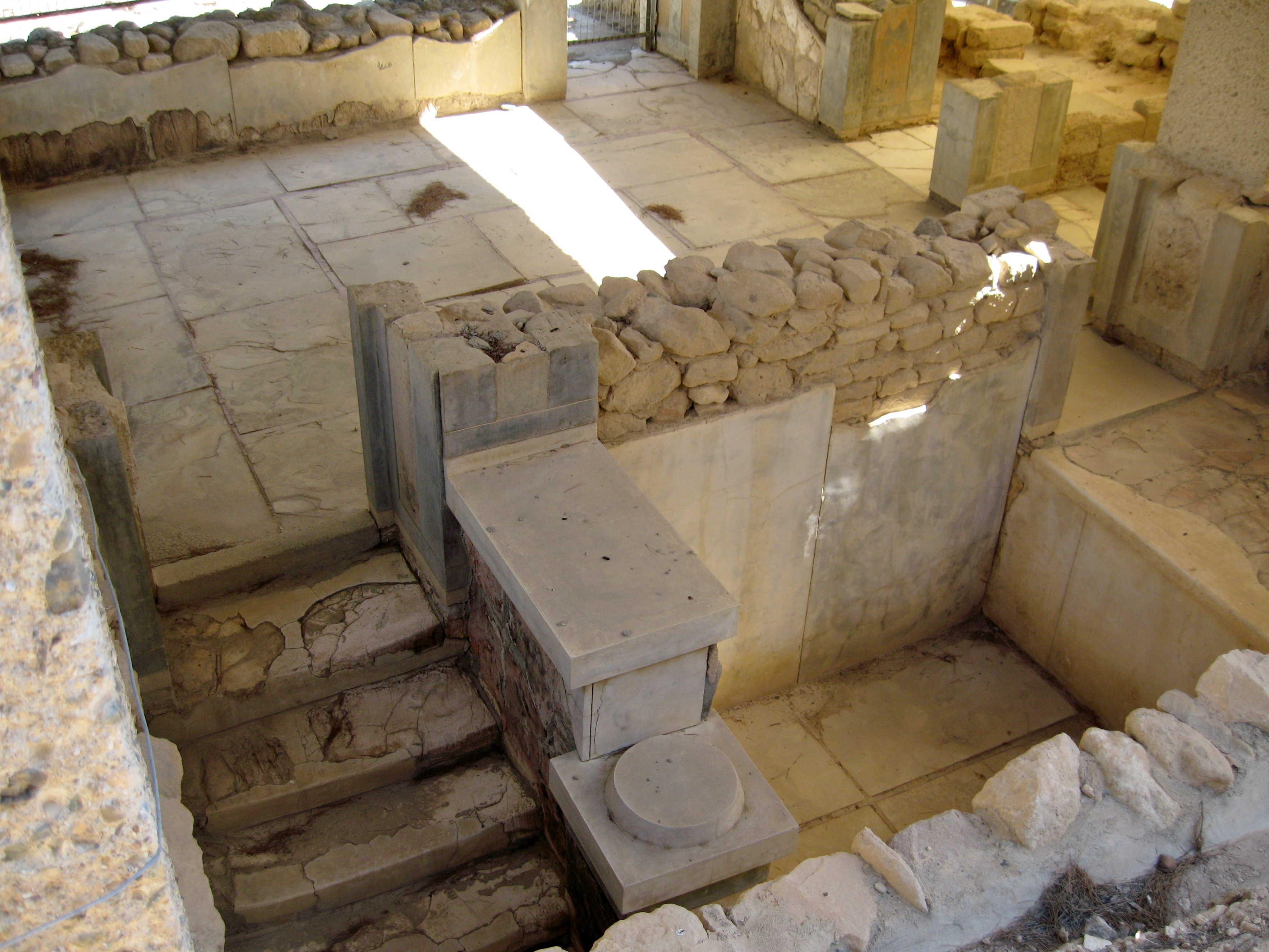
Innenräume des Palastes

Mit dem Aufblühen der minoischen Kultur in der „Altpalastzeit“ (1900–1700 v. Chr.) entstand auch in Phaistos im Zeitraum von 1900 bis 1850 v. Chr. der erste Palast, der in dieser Zeit mindestens die gleiche Bedeutung wie Knossos hatte. Er wurde mehrfach durch Erdbeben und einen Brand beschädigt, zuletzt bei dem großen Erdbeben um das Jahr 1700 v. Chr. zerstört. Manche Forscher datieren das große Beben auch um das Jahr 1650 v. Chr. In jedem Fall scheiterten erste sporadische Wiederaufbauversuche im 17. Jahrhundert v. Chr. Erst um das Jahr 1600 v. Chr. wurde ein aufwändiger Neubau des Palastes begonnen, der jedoch nie vollendet wurde. Gleichzeitig entstand der Palast von Agia Triada, der unweit von Phaistos reichhaltiger ausgestattet war, so dass angenommen wird, dass es sich bei Agia Triada um den neuen Herrscher-Palast handelte, während sich in Phaistos das kultische und wirtschaftliche Zentrum befand.

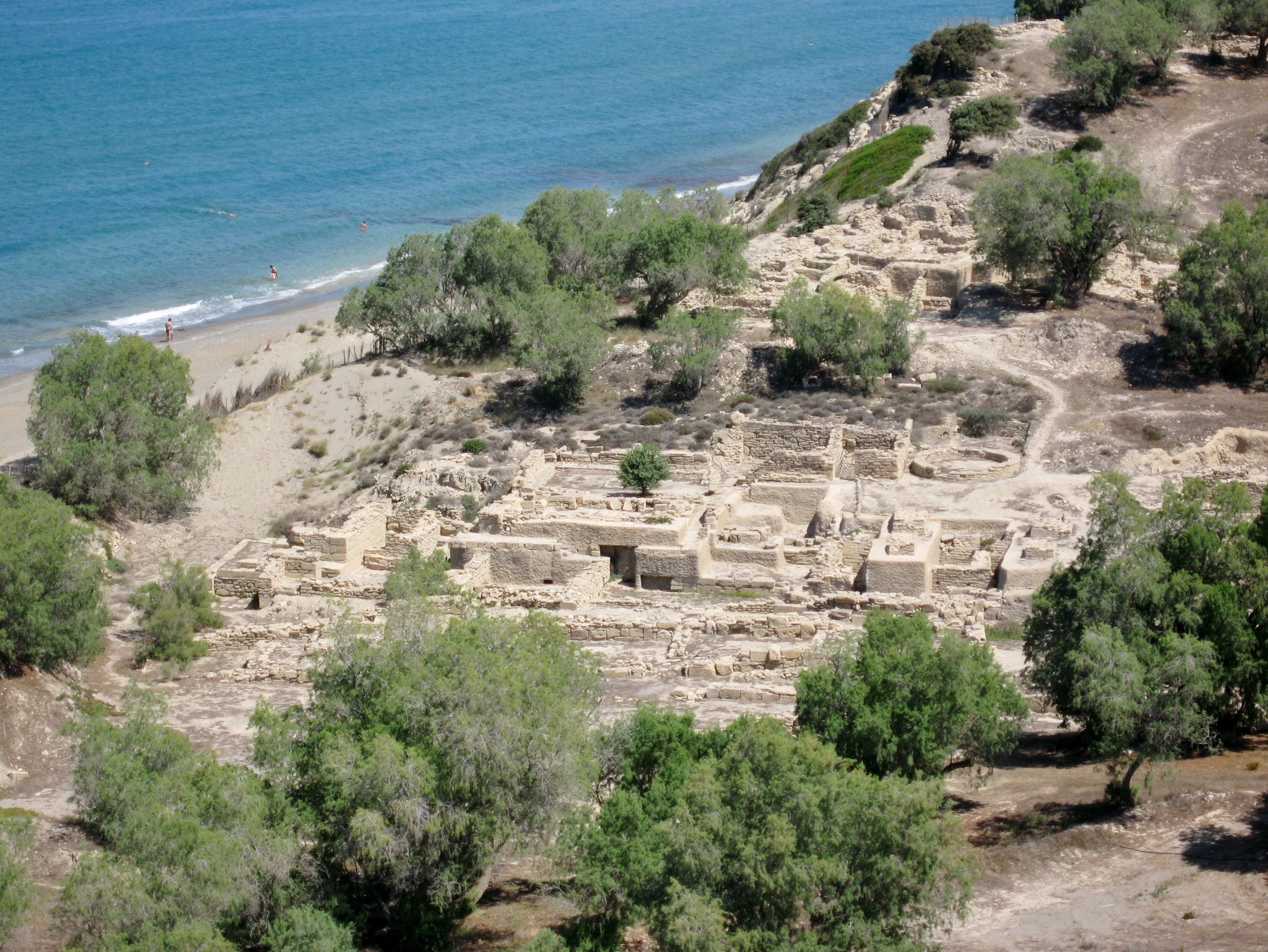
Kommos – Hafen von Phaistos

Die „Neupalastzeit“ auf Kreta bestand von 1700 v. Chr. bis etwa 1430 v. Chr. Das Ende dieser Epoche fällt mit der Eroberung der Insel durch die mykenischen Griechen 1450 bis 1425 v. Chr. zusammen. Da die Zerstörung des Palastes von Phaistos durch eine Brandkatastrophe um das Jahr 1450 v. Chr. wie auch der Untergang anderer Palastanlagen auf Kreta in diese Zeit fällt, kann ein Zusammenhang mit den Kriegshandlungen angenommen werden. Manche Historiker favorisieren eine Umweltkatastrophe, wie ein weiteres Erdbeben oder einen Vulkanausbruch, die zum Untergang der minoischen Paläste und Kultur geführt haben könnte. Dagegen spricht allerdings das Weiterbestehen des Palastes von Knossos bis zum Jahre 1375 v. Chr. Phaistos als herrschende Stadt über Südkreta von den Kryoneritis-Bergen bis zum Dikti-Gebirge und sein Hafen Kommos wären sicher Hauptangriffsziel der Achaier gewesen. Auf jeden Fall wurde der Palast von Phaistos nach dem Brand um 1450 v. Chr. nicht wieder aufgebaut. Die Siedlung am Hang bestand jedoch in nachminoischer, geometrischer und klassischer Zeit fort. Der Verwaltungssitz wurde wohl nach Agia Triada verlegt, wo ein Megaron eines Herrschers, weitere kleinere Megara und ein Marktplatz entstanden.
Ab etwa 1200 v. Chr. kam es auch auf Kreta zu einem allmählichen Niedergang der mykenischen Kultur, die auf der Insel wohl als eine Mischform der Kultur der achäischen Einwanderer und der der minoischen Einheimischen bestand. Danach, seit ungefähr 1000 v. Chr., wurde Kreta vom griechischen Stamm der Dorer besiedelt. Aus diesem dunklen Zeitalter ist für Phaistos, wie allgemein für Griechenland, wenig überliefert. Mit Ende der geometrischen und Beginn der archaischen Zeit um 750 v. Chr. entwickelte sich Phaistos wie andere griechische Städte zu einem bedeutenden Stadtstaat (Polis). Schon im geometrischen Zeitalter (900–750 v. Chr.) standen über dem Westhof des ehemaligen minoischen Palastes Wohnbereiche, die die Ausgrabungen auch für die archaische (750–500 v. Chr.) und die darauffolgende klassische Zeit (500–336 v. Chr.) belegen. Im 7. Jahrhundert v. Chr. entstanden neue Straßen und Tempel, darunter der Tempel der Göttin Rhea südlich des Mittelhofes des alten Palastes. Die Polis Phaistos beherrschte den Golf von Messara vom Kap Melissa bei Agio Pavlos bis zum Kap Lithino südlich von Matala. Die Grenze zur Hauptkonkurrentin, der Polis Gortyn, verlief im Gebiet von Mires. In klassischer und der ihr folgenden hellenistischen Zeit (336–146 v. Chr.) war Phaistos Sitz eines kretischen Städtebundes. Um das Jahr 180 v. Chr. wurde Phaistos jedoch durch die östliche Nachbarstadt Gortyn unterworfen, die dann in römischer Zeit ab 67 v. Chr. zur Hauptstadt Kretas wurde. Die Stadtstaaten wurden von der römischen Verwaltung aufgelöst und Phaistos bestand nur noch als Siedlung im Schatten Gortyns fort.

## Ausgrabungen

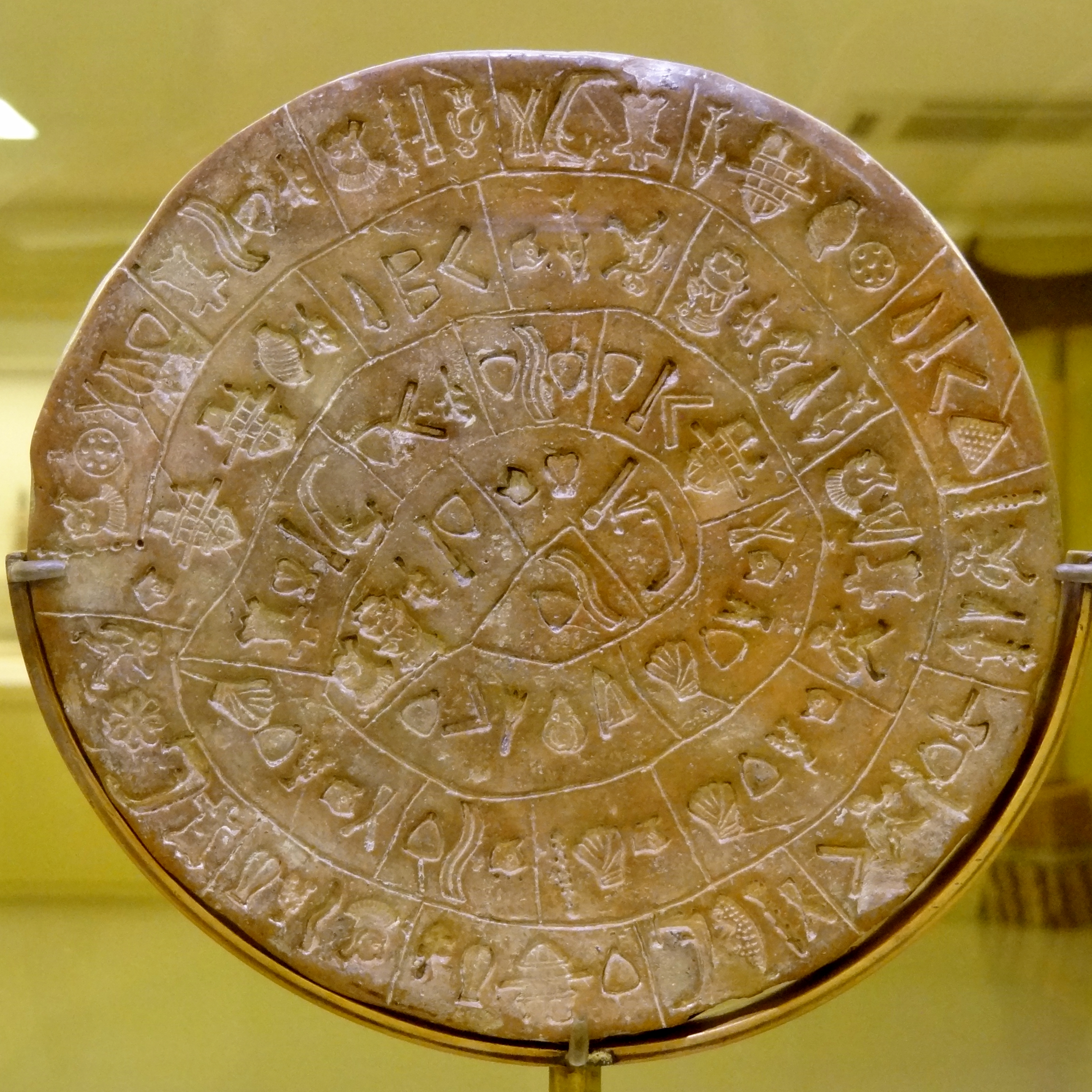
Diskos von Phaistos, Seite B

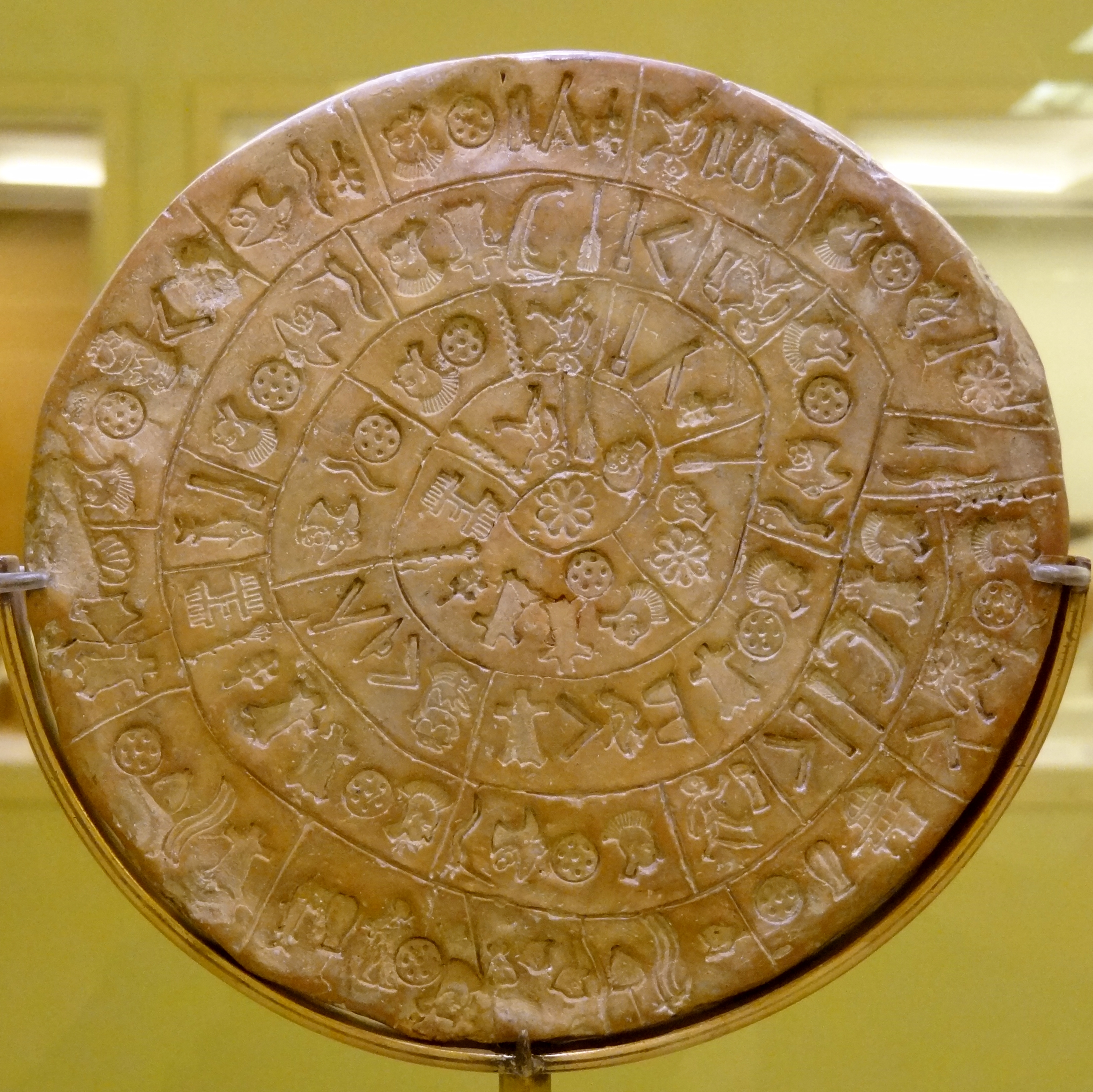
Diskos von Phaistos, Seite A

Erste Ausgrabungen begannen im Jahre 1900 durch die Italienische Archäologische Mission auf Kreta unter Federico Halbherr und Luigi Pernier. Für die Ausgrabungen in den minoischen Schichten mussten Überbauungen aus späteren Epochen abgetragen werden. Freigelegt wurden sowohl Teile des alten wie auch des neuen Palastes von Phaistos, wobei die meisten der erhaltenen Gebäudereste zum neuen Palast gehörten. Einige der Bauten aus nachminoischer Zeit blieben erhalten, wie der griechische Rhea-Tempel und Gebäude des oberen Hofes.
Herausragendes Stück der Ausgrabungsarbeiten ist eine im Jahre 1908 im altpalastzeitlichen Nordostkomplex gefundene, mit Symbolen bestempelte Tonscheibe. Dieser Diskos von Phaistos wird auf 1700 v. Chr. datiert. Er befindet sich heute, wie auch viele der in Phaistos gefundenen Keramiken, im Archäologischen Museum in Iraklio.
Ab 1950 wurden die Ausgrabungsarbeiten von Doro Levi fortgeführt. Er untersuchte vor allem den alten Palast und Bereiche der Stadt. Seit den 1970er-Jahren konzentrierten sich die Freilegungsarbeiten auf die Umgebung des Palasthügels von Phaistos, an dessen Abhängen nach der Zerstörung des Palastes minoische, geometrische und hellenistische Häuser errichtet wurden. Die Ausgrabungen sind bis heute nicht abgeschlossen. Der Palastbereich wurde dem Publikumsverkehr geöffnet. Das ehemalige Standquartier der Archäologen oberhalb der Palastanlage wurde zu einem Touristenpavillon umgebaut.

Palastanlage von Phaistos
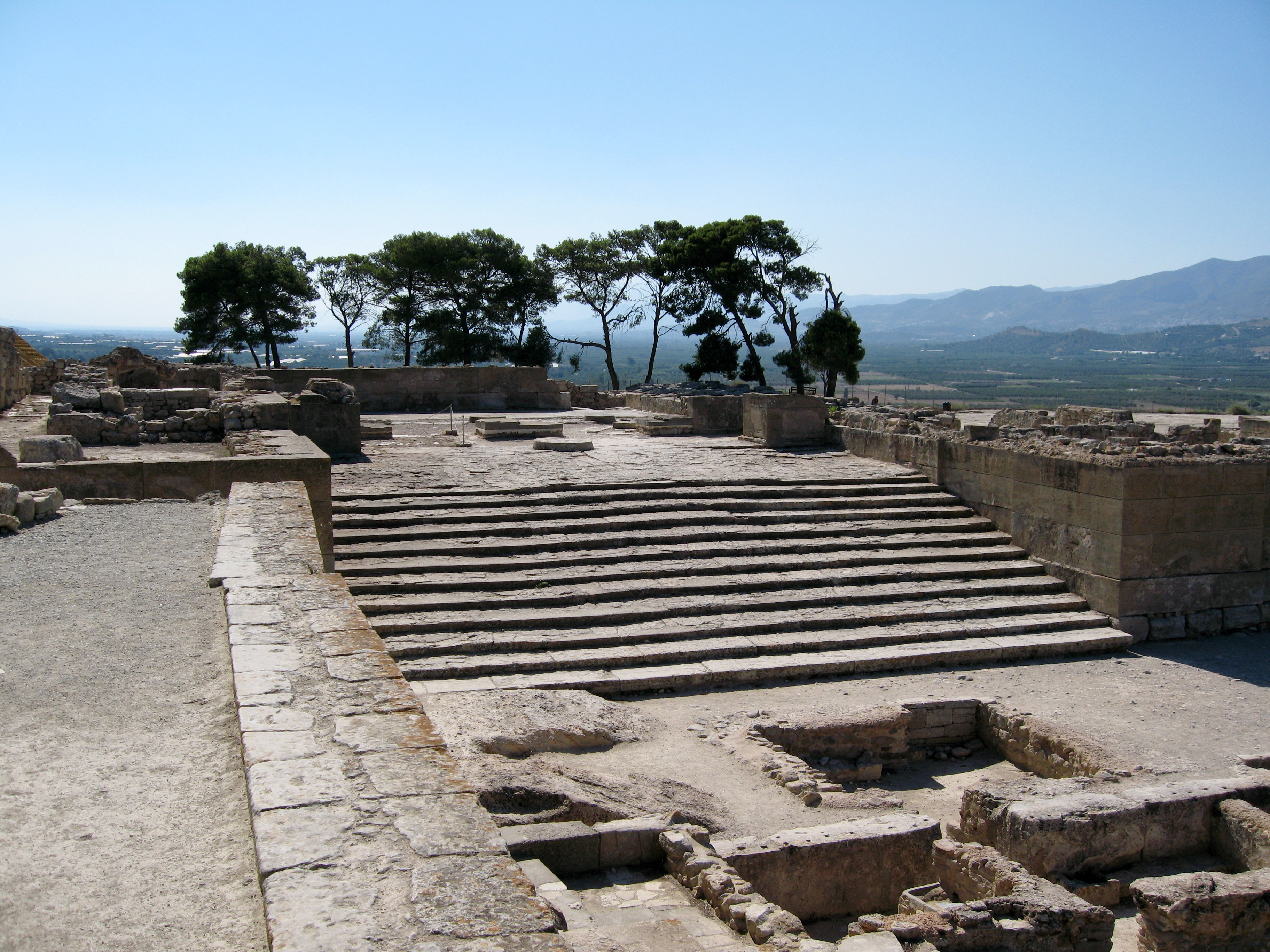
Treppenaufgang
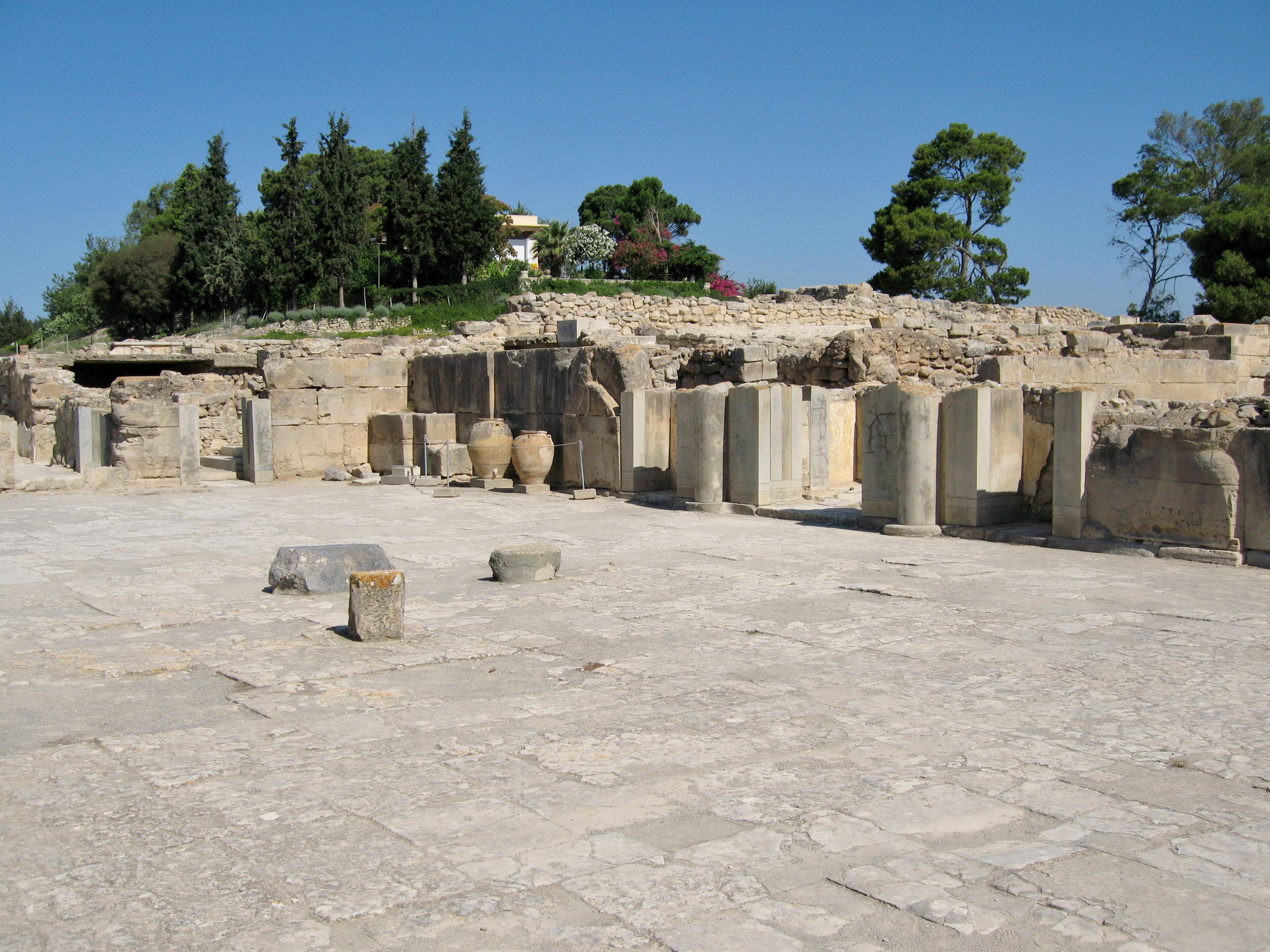
Zentralhof
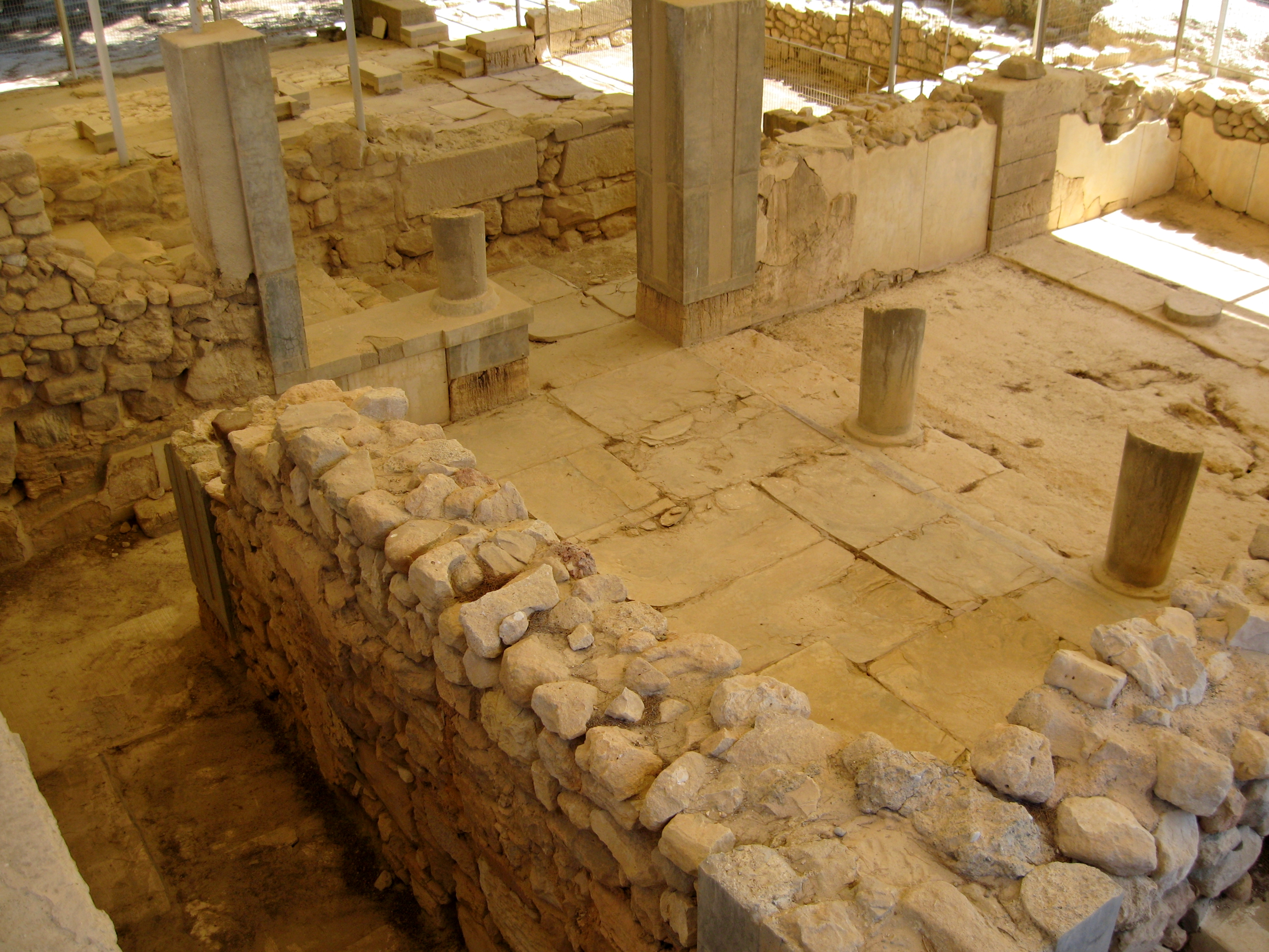
„Gemach der Königin“
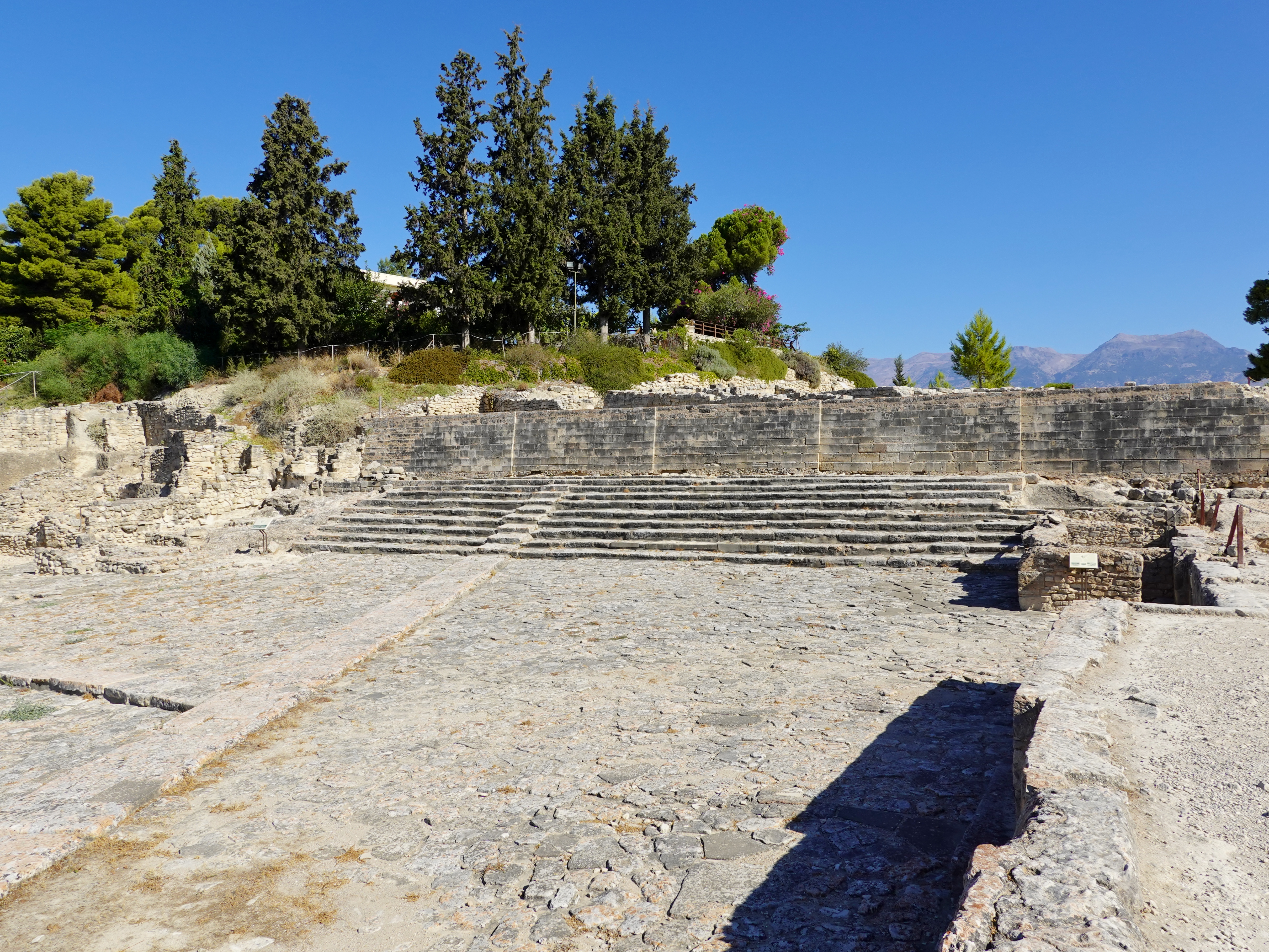
Westhof mit „Theater“